# Marcin Held
Marcin Held, född 18 januari 1992 i Tychy, är en polsk MMA-utövare som sedan 2016 tävlar i organisationen Ultimate Fighting Championship. Held tävlade tidigare i Bellator MMA.